# Acropolitis excelsa
Acropolitis excelsa is een vlinder uit de onderfamilie Tortricinae van de familie bladrollers (Tortricidae). De wetenschappelijke naam van de soort is voor het eerst geldig gepubliceerd in 1910 door Edward Meyrick.

## Type
- holotype: "male"
- instituut: DEMV, Melbourn, Australië
- typelocatie: "Australia, Victoria, Mount St. Bernard"

## Synoniemen
- Acropolitis xuthobapta Turner, 1945
  - Typelocatie: "Australia. New South Wales, Mount Tomah, near Mount Wilson"
  - Holotype: ANIC. female